# Guillaume de Tyr
Guillaume de Tyr, né vers 1130 à Jérusalem et mort entre 1184 et 1186, possiblement le 29 septembre 1186, dans la même ville, est un chroniqueur, l'archevêque de Tyr, historien des croisades au Moyen Âge et le précepteur du roi de Jérusalem Baudouin IV le Lépreux.

## Biographie

### Jeunesse et formation
Guillaume est né à Jérusalem vers 1130 parmi les latins d'Orient de la seconde génération. Enfant, il fut éduqué à Jérusalem mais à la fin de l'année 1145 ou au début de 1146 il part finir ses études en Europe, à l'époque où les chevaliers et souverains occidentaux s'apprêtent à partir dans la seconde croisade. Il fréquente les plus prestigieuses universités de l'époque, Paris pour la théologie et Bologne pour le droit et reçoit l'enseignement des professeurs les plus remarquables : Bernard de Moëlan, Hilaire d'Orléans, Pierre Hélie, Pierre Lombard, Maurice de Sully, Thierry de Chartres, Robert de Melun et Gilbert de la Porée.

### Familier des rois de Jérusalem
De retour en Terre sainte en 1165, il obtient un bénéfice dans l'église d'Acre et devient un proche du roi Amaury Ier. Le 11 septembre 1167, le roi le fait nommer archidiacre de Tyr et peu après lui demande de rédiger une Historia rerum in partibus transmarinis gestarum, monumentale œuvre littéraire qui contient vingt-trois livres, mais reste inachevée. En 1168, il effectua une mission diplomatique pour le roi auprès de l'empereur byzantin Manuel Ier Comnène, et en 1169 il est envoyé à Rome. À son retour, Amaury le nomme précepteur de Baudouin, le fils et héritier d'Amaury.

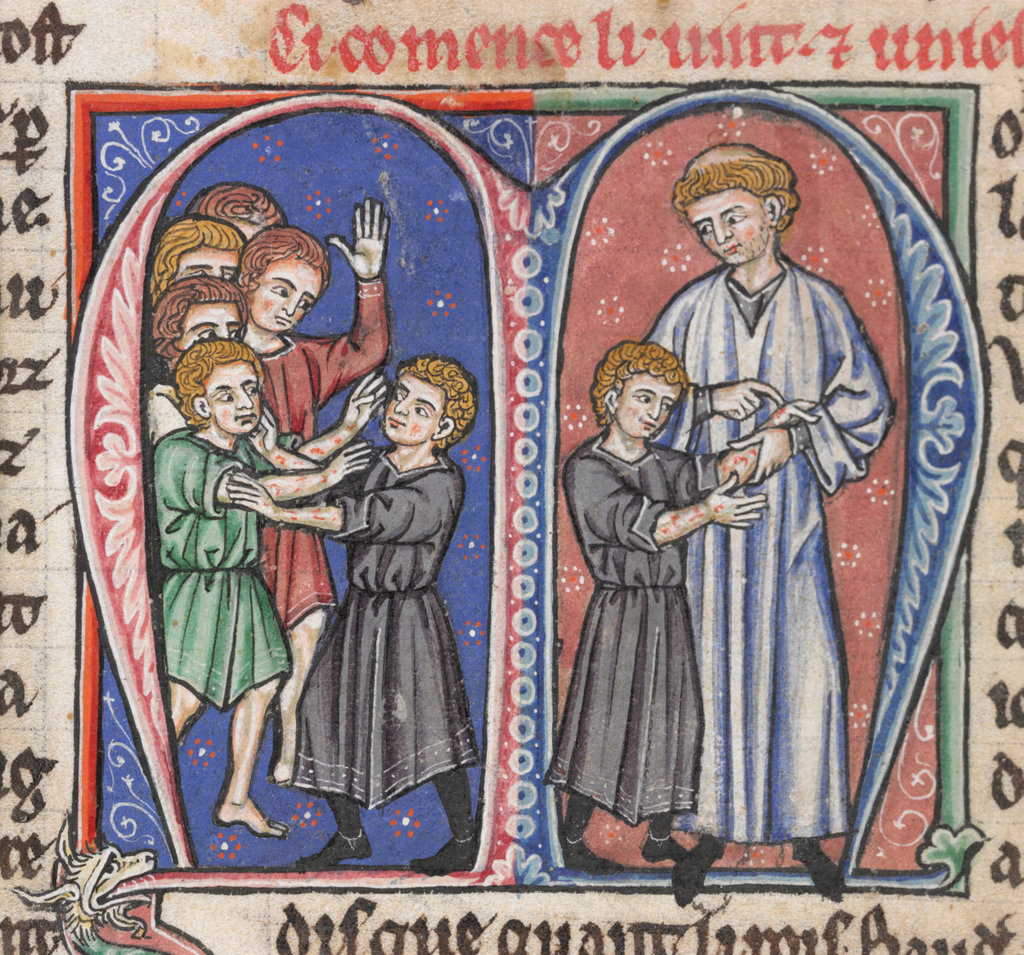
Guillaume de Tyr découvrant les premiers symptômes de la lèpre de Baudouin IV.

C'est Guillaume de Tyr qui fait la peu enviable découverte de la lèpre de Baudouin, qui ne réussit pas à en guérir, malgré tous les efforts des médecins appelé par le roi. Amaury meurt le 11 juillet 1174, et le prince devient roi sous le nom de Baudouin IV sous la régence de Miles de Plancy, puis de Raymond III de Tripoli.
En 1174 Baudouin nomme Guillaume à la charge de chancelier de Jérusalem. En 1175, Guillaume devient archevêque de Tyr, occupant ainsi des fonctions parmi les plus importantes au sein de l’Église et de l’État.

### Participant au troisième concile du Latran
En octobre 1178, il s’embarque avec sept prélats palestiniens pour participer au troisième concile du Latran, qui s’ouvre le 5 mars 1179. Plusieurs des conclusions, également appelés canons, du concile concernent l’Orient et portent probablement la marque de Guillaume : le 23e améliore la condition des lépreux, le 24e interdit formellement aux Francs d’Outremer de vendre ou fournir des armes aux Sarrasins sous peine d’excommunication, et le 26e règlemente les relations entre les communautés chrétiennes, juives et musulmanes et interdit les unions mixtes. En marge du concile, le pape règlemente les activités et l’organisation des ordres militaires (Temple, Saint-Jean de l’Hopital) qui commencent à devenir trop indépendants et puissants au goût de tous.
Guillaume et ses compagnons ont probablement profité de ce concile pour décrire la précarité des États latins d'Orient et appelé à une nouvelle croisade. Si le roi Louis VII de France et l’empereur Frédéric Barberousse répondent favorablement à cet appel, la mort du premier et la guerre civile du second avec les Guelfes empêcha le départ de cette croisade. En outre, l’évêque d'Acre Josse, un des compagnons de Guillaume, est porteur d’une mission auprès du duc Hugues III de Bourgogne, lui proposant la main de Sibylle, sœur du roi, ainsi que la succession au trône de Jérusalem.
Guillaume de Tyr insinue qu'il existe entre Aliénor d'Aquitaine, femme du Louis VII et son oncle Raymond de Poitiers, une relation charnelle.
Pendant la deuxième croisade, Louis VII et sa femme Aliénor, s'arrêtèrent à Antioche. Raymond chercha à les inciter à prendre Alep et Césarée (de Syrie) avant de descendre vers Jérusalem, mais Louis VII refusa. Aliénor se range du côté de son oncle et menace Louis VII. À son retour en France, Aliénor se retire sur ses terres d'Aquitaine. Le couple fait alors savoir au pape qu'ils souhaitent l'annulation de leur mariage.

### Mission diplomatique
Il ne rentre pas immédiatement en Terre sainte, car Baudouin IV l’avait chargé d’une mission d’ambassade auprès de l’empereur Manuel Ier Comnène, afin de discuter du passage de la prochaine croisade à travers l’empire byzantin et de la collaboration militaire entre le royaume de Jérusalem et l’empire byzantin. En février 1180, il assiste au mariage de Rénier de Montferrat avec Marie Comnène, fille de l’empereur. En mars 1180, c’est le mariage de l’héritier, Alexis II Comnène, avec Agnès de France, fille de Louis VII. Guillaume ne rentre dans le royaume que le 12 mai 1180, après une absence de vingt-deux mois.

### Ecarté du patriarcat de Jérusalem
Amaury de Nesle, patriarche de Jérusalem, meurt le 6 octobre 1180. Guillaume est considéré comme le meilleur candidat pour devenir patriarche de Jérusalem. Cependant, les manœuvres politiques de la reine mère Agnès de Courtenay l'en écartent, et son rival Héraclius est choisi.
Il semble même qu'Héraclius l'excommunia en 1183. Les circonstances de sa mort ne sont pas certaines : il meurt peut-être en Europe en octobre 1184, lors de son voyage pour se justifier devant le pape. Son successeur comme archevêque de Tyr étant mentionné pour la première fois le 21 octobre 1186, il est possible qu'il soit mort le 29 septembre de l'année 1186, à Jérusalem.

## Œuvre littéraire et historique

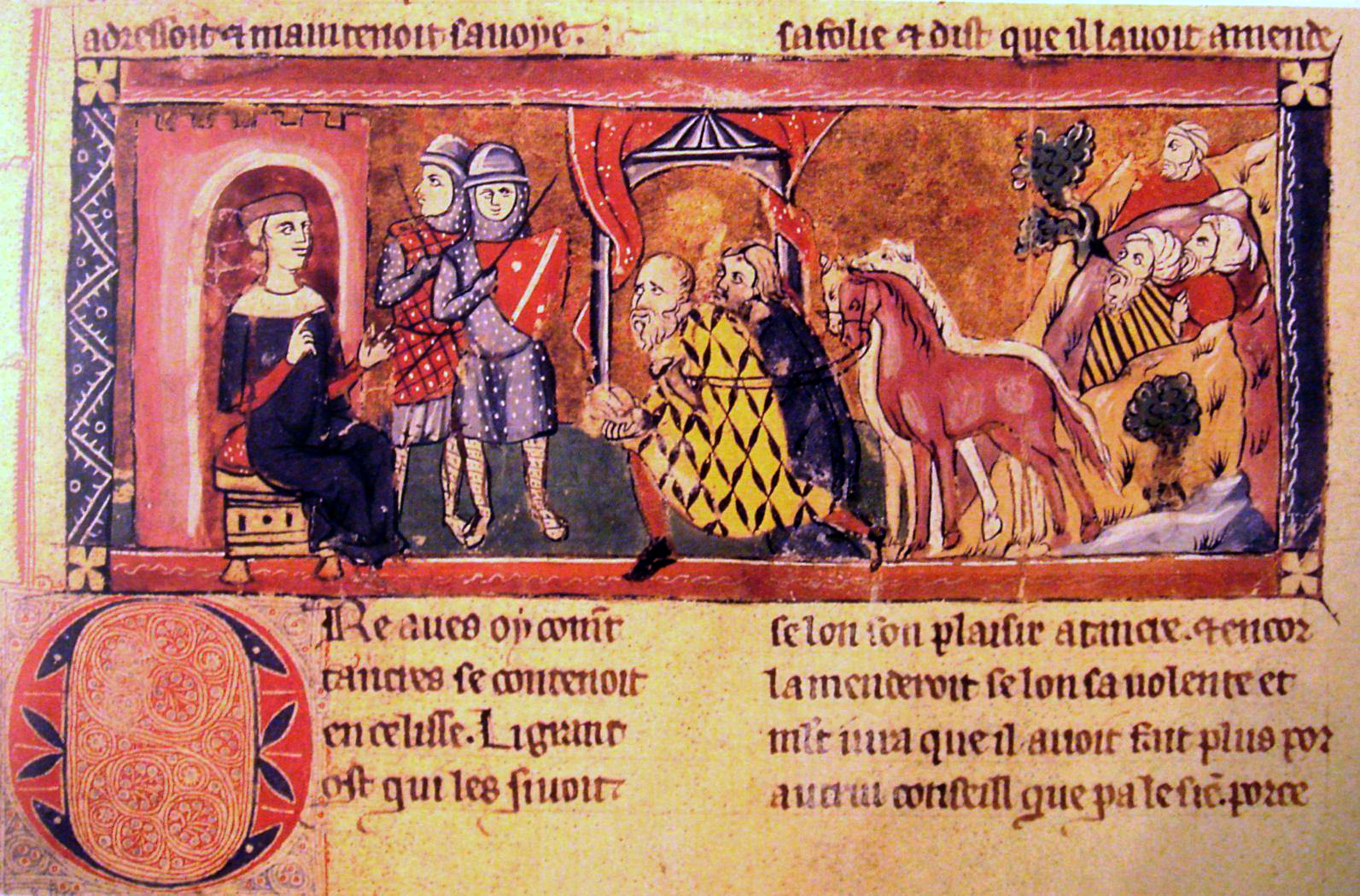
Baudouin de Boulogne recevant l'hommage des Arméniens : emluminure illustrant les Histoires de Guillaume de Tyr

Guillaume déclara qu'il écrivit un compte rendu du concile du Latran, et aussi d'une Historia ou Gesta orientalium principum traitant de l'histoire de la Terre sainte de l'époque de Mahomet jusqu'à 1184 et que Jacques de Vitry utilisa pour son Historia Orientalis. Malheureusement, aucun de ces deux travaux n'est parvenu jusqu'à nous.
Son plus grand ouvrage est une Historia rerum in partibus transmarinis gestarum en vingt-trois livres, mais inachevé. Il commence avec la conquête de la Syrie par Omar, mais la plupart des évènements qu'il traite concernent la première croisade. Bien qu'il utilise des sources anciennes et inconnues, son travail est souvent considéré comme une œuvre de première main. Il a été largement traduit et diffusé en Europe après la mort de Guillaume ; son titre français est Histoire d'Outremer .